# Vils (Denemarken)
Vils is een plaats in de Deense regio Noord-Jutland, gemeente Morsø. De plaats telt 466 inwoners (2008).